# Аллан Квотермейн
Аллан Квотермейн (в других переводах Аллан Кватермэн, Аллан Куотермэн; англ. Allan Quatermain) — литературный персонаж, главный герой цикла приключенческих романов Райдера Хаггарда. Охотник и путешественник.

## Книги цикла
- 1885 — «Копи царя Соломона» (King Solomon’s Mines)
- 1887 — «Аллан Квотермейн: описание его дальнейших приключений и открытий в компании с баронетом сэром Генри Куртисом, капитаном Джоном Гудом и неким Умслопогасом» (Allan Quatermain: Being an Account of His Further Adventures and Discoveries in Company with Sir Hehry Curtis, Bart., Commander John Good, and one Umslopogaas)
- 1889 — «Месть Майвы» (Maiwa’s Revenge)
- 1912 — «Мари» (Marie)
- 1912 — «Магепа по прозвищу Антилопа» (Magepa the Buck)
- 1913 — «Дитя бури» (Child of Storm)
- 1915 — «Священный цветок» (The Holy Flower)
- 1916 — «Дитя из слоновой кости» (The Ivory Child)
- 1916 — «Кечвайо Непокорный, или Обречённые» (Finished)
- 1920 — «Древний Аллан» (The Ancient Allan)
- 1921 — «Она и Аллан» (She and Allan)
- 1924 — «Хоу-хоу, или Чудовище» (Heu-Heu, or the Monster)
- 1926 — «Сокровище озера» (The Treasure of the Lake)
- 1927 — «Аллан и ледяные боги, или Повесть о начале времён» (Allan and the Ice Gods: A Tale of Beginnigs)

## Биография персонажа
Согласно романам, Аллан Квотермейн родился в Англии (исходя из упоминаний возраста и событий в романе «Мари», можно сделать вывод, что родился он около 1817—1821 гг.), но вырос в Африке на попечении отца-священника, ставшего христианским миссионером. Английский климат он считает невыносимым, поэтому большую часть времени проводит в Африке, занимаясь охотой, торговлей слоновой костью и путешествиями, поскольку имеет здоровую страсть к приключениям.
О его семье в книгах написано немного — во многом потому, что семейную жизнь преследуют несчастья. Когда Аллан был ребёнком, его мать и трое братьев Аллана умерли из-за заражённой воды, потому что кто-то из соседей выбросил мёртвую овцу в их колодец. Известно, что в молодости он был дважды женат, на дочери африканского соседа-бура Мари Марэ и дочери бывшего английского соседа-сквайра Стелле Керсон, но оба раза быстро становился вдовцом. У него был сын Гарри, студент-медик, в романе «Аллан Квотермейн» сообщается, что и он погиб. Злоключения сделали Куотермейна фаталистом, о чём он сам повторяет в нескольких книгах. Несмотря на неудачи в личной жизни и не самые выдающиеся внешние данные, Куотермейн не теряет присутствия духа и пользуется популярностью у женщин на протяжении своей жизни — таковы чувства туземной принцессы Мамины и леди Регнолл.
Туземцы называют Квотермейна Макумазан, что на языке народа бечуанов (совр. тсвана) означает буквально «человек, который встаёт после полуночи» (то есть человек, который всегда находится начеку). В путешествиях его часто сопровождает готтентот Ханс, старый семейный слуга Куотермейнов, очень привязанный к Аллану, очень хитрый и сообразительный. В последних приключениях к Квотермейну присоединяются сэр Генри Куртис, капитан Королевского флота Джон Гуд и зулус Умслопогас, изначально нанявшие его как проводника, затем ставшие его друзьями.
В романе «Она и Аллан» Квотермейн встречается с главной героиней другого цикла Хаггарда — бессмертной волшебницей Аэшей.

## Хронология
Важно отметить, что хронология написания романов не совпадает с хронологией описанных событий. В первом романе Квотермейну пятьдесят лет, во втором — больше шестидесяти. В других книгах автор рассказывает о более ранних приключениях своего героя.
1. Мари (1912; время действия 1835—1838 гг.)
2. Жена Аллана (1889; 1842—1843 гг.)
3. Дитя бури (1913; 1854—1856 гг.)
4. Рассказ охотника Квотермейна (1887; 1868 г.)
5. Неравный поединок (1888; 1869 г.)
6. Священный цветок (1915; 1870 г.)
7. Хоу-Хоу, или Чудовище (1924; 1871 г.)
8. Сокровище озера (1926; 1874 г.)
9. Она и Аллан (1920; 1872 г.)
10. Дитя из слоновой кости (1926: 1874 г.)
11. Рассказ о трех львах (1887; 1858 г.)
12. Месть Майвы (1888; 1859 г.)
13. Кечвайо Непокорный, или Обречённые (1917; 1879 г.)
14. Магепа по прозвищу Антилопа (1921; 1879 г.)
15. Копи царя Соломона (1885; 1880 г.)
16. Древний Аллан (1920; 1882 г.)
17. Аллан и ледяные боги, или Повесть о начале времён (1927; 1883 г.)
18. Аллан Квотермейн (1887; 1884—1885 г.)

## Создание персонажа
Одним из прототипов Квотермейна был британский охотник и путешественник Фредерик Кортни Селус. Другой прототип — американский военный разведчик и исследователь Африки Фредерик Рассел Барнем. Мировоззрения Квотермейна — это, во многом, мировоззрения самого Хаггарда, которые включают обычные для викторианской эпохи идеи превосходства белого человека, восхищение воинственными зулусами и презрение к бурам, хотя Квотермейн встречается и с африканцами, которые более храбры и мудры, чем европейцы (например, в самой первой книге таков зулус Амбопа, а в романе «Жена Аллана» колдун Индаба-Зимби).

## Аллан Квотермейн у других авторов
В научно-фантастических романах Филипа Хосе Фармера из цикла «Семья из Ньютоновой Пустоши» Квотермейн появляется наряду с такими персонажами, как Шерлок Холмс, Тарзан, Соломон Кейн, Джеймс Бонд и др.
В комиксе писателя Алана Мура и художника Кевина О’Нила «Лига выдающихся джентльменов» Квотермейн становится членом команды, которая борется с врагами Британской империи и в которую входят капитан Немо, Человек-невидимка, доктор Генри Джекилл и другие литературные герои. В честь Квотермейна назвал своего сына Аланом Иван Антонович Ефремов.
В фильме «Проклятие кролика-оборотня» одного из героев зовут Виктор Куотермейн, и он тоже охотник.

## Экранизации
Некоторые книги цикла были экранизированы. Квотермейна играли Стюарт Грейнджер, Ричард Чемберлен, Патрик Суэйзи и другие актёры. Также экранизирован был комикс «Лига выдающихся джентльменов», где роль Квотермейна сыграл Шон Коннери. Практически все экранизации произведений Г. Р. Хаггарда о Квотермейне сильно отступают от сюжета оригинала.